# Stichting WOS

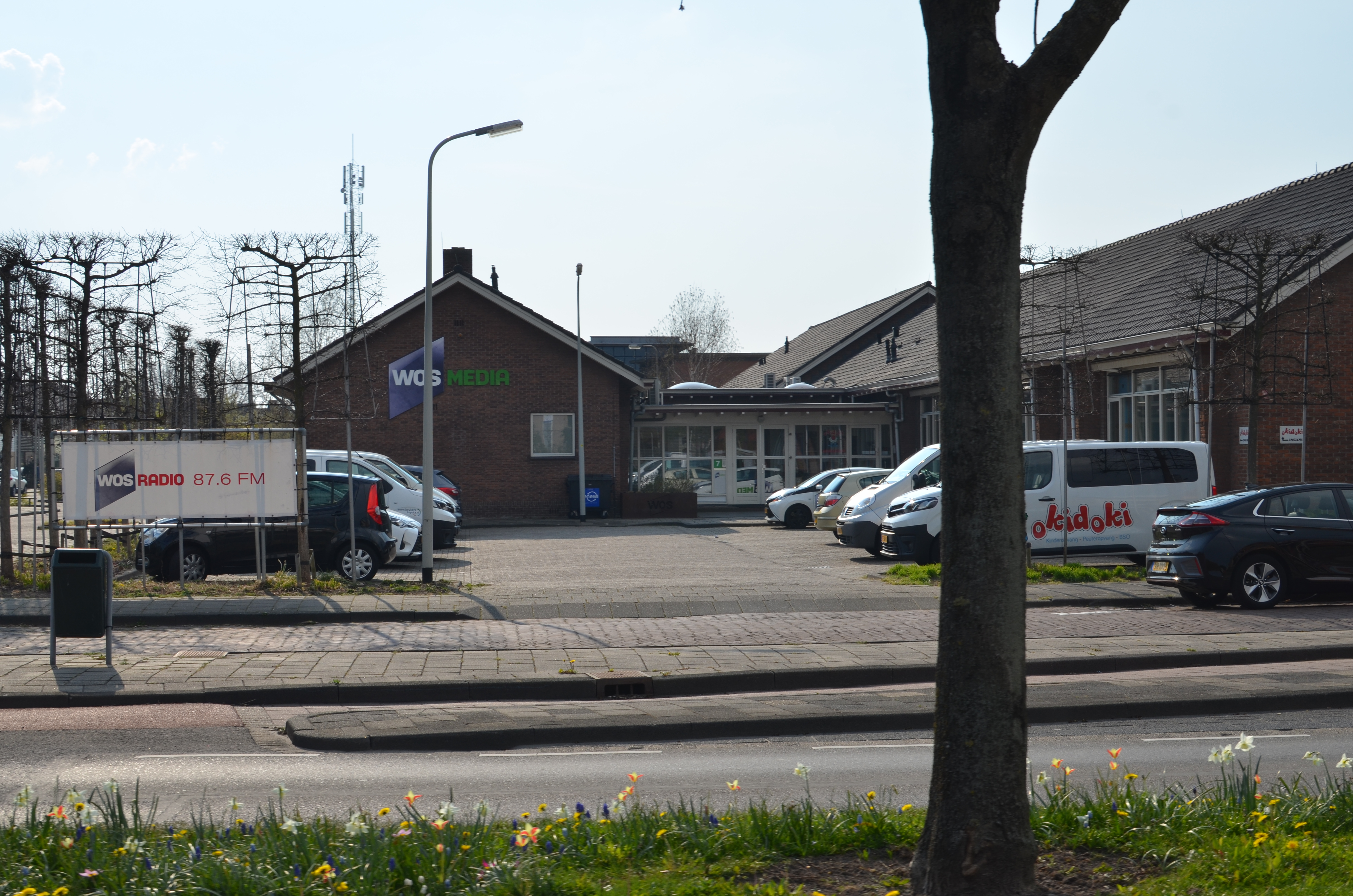
Das Rundfunkhaus in 's-Gravenzande, ein ehemaliger Kindergarten

Die Stichting WOS, offizielle Kurzform für Westlandse Omroepstichting (deutsch: Stiftung WOS bzw. Rundfunkstiftung Westland) ist der Lokalrundfunk für die Gemeinden Westland, Maassluis und Midden-Delfland.

## Geschichte
1981 wurde die Westlandse Omroepstichting gegründet. Am 23. Mai 1983 war der Sender erstmals eine Stunde lang über den Sender Hilversum 2 zu hören. Hier kamen verschiedene Politiker aus Westland zu Wort, um zu einem Lokalsender in Westland Stellung zu nehmen. Später im Jahr folgte eine weitere Sendung auf Hilversum 2. Kurze Zeit später wurde der Vollbetrieb aufgenommen. Hier sorgten 24 freiwillige Helfer für die Inhalte und Ausstrahlung der verschiedenen Programme. Anfänglich war die Sendezentrale in einem Haus im Ortsteil Heenweg. Als später das Angebot kam, einen ehemaligen Kindergarten an der Van der Kest Wittensstraat in ’s-Gravenzande zu beziehen, nahm man es aufgrund der üppigen Größe zunächst nur zögerlich an. Als Werbung im Lokalrundfunk erlaubt wurde, konnte man eine bessere Ausstattung und einige bezahlte Mitarbeiter finanzieren. Im Jahresübergang 1989/1990 begannen die Radiomacher damit einen Probebetrieb über den gesamten Tag von 7:00 Uhr bis 19:00 Uhr zu betreiben, was den heutigen 24-Stunden-Betrieb einleitete, der ein Jahr später erfolgte.
Nebenher hat man zu Beginn der 1990er Jahre auch gelegentlich Fernsehsendungen ausgestrahlt. Auch hier verfestigten sich ab 1995 diese Anfänge zu einem regelmäßigen Fernsehprogramm, welches einige Stunden am Tag (maximal jedoch bis 20:00 Uhr) unter dem Namen WOS TV ausgestrahlt wird. Die Inhalte bestehen aus Ausgehtipps in Westland, Backrezepte, Themen im professionellen Gartenbau, Sport und Regionales. Sondersendungen über lokale Ereignisse, wie etwa Überschwemmungen, ergänzen die Vielfalt. Zum Jahresende wird zusammen mit Sponsoren zu Spenden für wohltätige Zwecke aufgerufen. In den ersten Jahren wurde nur für die örtlichen Tafeln gesammelt, nun sind auch andere Einrichtungen das Ziel der Spendenaktionen, etwa das örtliche Hospiz.
Im Dezember 2001 wird WOS offiziell der lokale Rundfunk von Maassluis. Seit 2015 besteht eine enge Zusammenarbeit mit dem öffentlich-rechtlichen Regionalsender Omroep West. 2019 wurde ein eigenes professionelles Fernsehstudio eingerichtet aus dem Nachrichten und Berichte gesendet werden; zuvor wurden nur Kamerateams (oft auch nur eine Person mit kleiner Kamera) rausgeschickt und das gesammelte Filmmaterial geschnitten. Im Januar 2021 erfolgte die Umstellung auf HD.

## Empfangsmöglichkeiten
WOS kann in Westland, Midden-Delfland und Maassluis per Radiogerät empfangen werden. Die Frequenz in diesen Gemeinden ist 87,6 FM terrestrisch und 93,1 MHz im Kabel; Hoek van Holland: 87,6 FM terrestrisch und 107,9 FM im Kabel. Dazu besteht die Möglichkeit den Livestream (Radio und Fernsehen) auf der Homepage von WOS zu nutzen wie auch verpasste TV-Sendungen dort nachträglich anzuschauen. Seit August 2020 ist WOS auch über DAB+ auf Kanal 9B zu empfangen.